# Jorge Wehbe
Florentino[cita requerida] Jorge Wehbe (Río Cuarto, 20 de abril de 1920- Buenos Aires, 4 de noviembre de 1998), fue abogado y economista argentino, que se desempeñó como ministro de Economía de Argentina en tres oportunidades, todas ellas bajo gobiernos de facto (José María Guido, Alejandro Agustín Lanusse, y Reynaldo Bignone).

## Biografía
Era familiar directo del poeta, político y general libanés Tannus Alejandro Wehbe Malik quien era de Mahrouna pero, a comienzos del siglo XX, huyó de su país hacia Colombia, a causa del Imperio otomano. También era familiar de la cantante, actriz y modelo libanesa Haifa Wehbe.[cita requerida] La Guía Assalam del Comercio Sirio-libanés de 1927-1928 lista una tienda y mercería propiedad de Abraham Wehbe y otro establecimiento comercial propiedad de Salvador Wehbe en Río Cuarto poco más de un lustro después del nacimiento de Jorge.
Se recibió en la Universidad de Buenos Aires (UBA). En septiembre de 1955, la Presidencia de facto de Pedro Eugenio Aramburu ―denominada «Revolución Libertadora», que derrocó al gobierno de Juan Domingo Perón― lo designó en su primer cargo público: director del Banco de la Provincia de Buenos Aires, a los 26 años de edad.
Wehbe se afilió a la Unión Cívica Radical Intransigente (UCRI), liderada por Arturo Frondizi. La dictadura de Aramburu había proscripto al peronismo que en las elecciones de 1958 apoyó a Frondizi. El 17 de junio de 1958, Frondizi asumió la presidencia de Argentina. El 26 de marzo de 1962, Wehbe fue nombrado ministro de Frondizi y cuando tres días después ―el 29 de marzo de 1962―, Frondizi fue reemplazado por el presidente provisional del Senado José María Guido Wehbe fue mantenido en el cargo hasta el 6 de abril de 1962.
El 13 de octubre de 1972 la dictadura del general Alejandro Agustín Lanusse designó a Jorge Wehbe como ministro de Finanzas, en reemplazo de Cayetano Antonio Licciardo. Se mantuvo en su cargo hasta el 25 de mayo de 1973 en que asume la presidencia Héctor J. Cámpora.
El 25 de agosto de 1982 el presidente de facto, general Reynaldo Bignone designó a Jorge Wehbe por tercera y última vez como ministro de Economía, en reemplazo de José María Dagnino Pastore (quien había estado solamente 53 días). Se mantuvo en su cargo hasta el 10 de diciembre de 1983, cuando Bignone entrega la presidencia. En su gestión, bajó la desocupación -menos del 5 %- y realizó viajes a Estados Unidos para negociar la deuda externa argentina. Aunque su gestión terminó con alta inflación, los analistas consideraron que evitó la hiperinflación. Su política se basó en pautas mensuales, junto con una política monetaria prudente del BCRA.  
Según El cronista comercial, 5 de diciembre de 1983: 
“No puede decirse que la etapa cumplida bajo este período haya sido feliz para el país, pero bien puede reconocerse que su mayor mérito es el de haber llegado, y de que el arribo al 10 de diciembre no se haya producido en el marco de la hiperinflación que muchos temían, sino de “simplemente”, una inflación relativamente alta.”
Luego de esta última gestión pública, se dedicó a la actividad privada hasta su muerte.

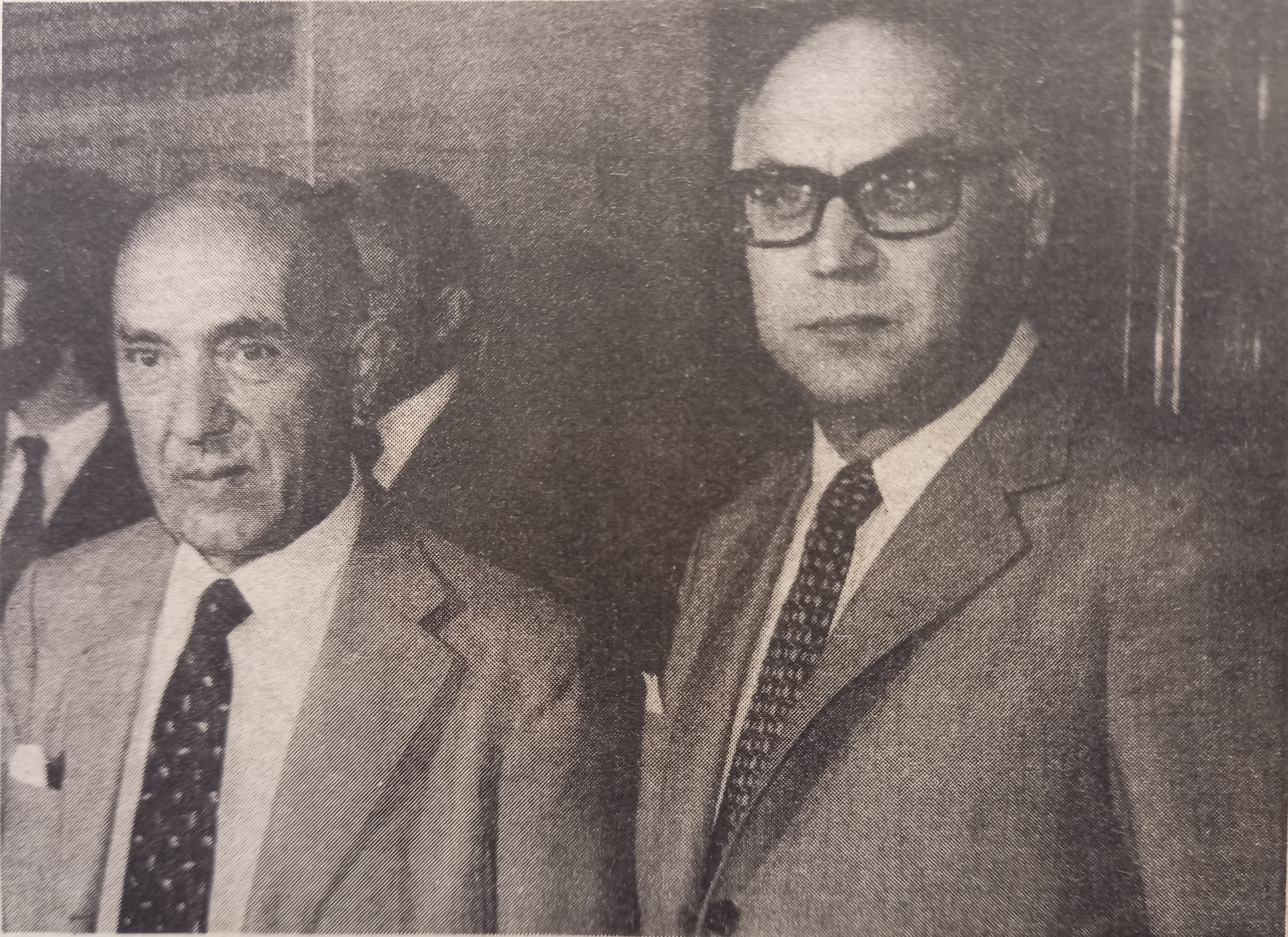
Jorge Wehbe y Bernardo Grinspun, diciembre 1983